# Пандурій
«Пандурій» (рум. Clubul Sportiv Pandurii Lignitul Târgu Jiu) — колишній румунський футбольний клуб з Тиргу-Жіу. Заснований 1962 року.

## Досягнення
- Переможець Ліги II: 2004-05
- Переможець Ліги III: 1976-77, 1978-79, 1985-86, 1999-00